# Batrachiderpeton
Batrachiderpeton — вимерлий рід тетраподоморфів нектридій родини Diplocaulidae; це був базальний член родини. Типовим видом є B. reticulatum, його було знайдено на вугільному родовищі в Нортумберленді, Англія, в місці, де також знайдено останки Anthracosaurus russelli. Відомий також другий вид: B. lineatum.